# Leeghwaterplas
De Leeghwaterplas is een water en parkgebied in Almere. De noordelijke oever van de Leeghwaterplas grenst aan de woonwijk Waterwijk.
De doorvaarbare Leeghwaterplas is door een sluis verbonden met de Hoge Vaart, ook staat het water in verbinding met de Stadswetering. Het water is genoemd naar de 17de-eeuwse waterbouwkundige Jan Adriaanszoon Leeghwater. In 1973 had de Rijksdienst Zuiderzeewerken zand nodig voor de bruggen over de Hoge Vaart en de Lage Vaart. Het te zuigen gat zou een wateroppervlakteoppervlakte krijgen van 16 tot 20 hectare. Ter bescherming van de waterkwaliteit werden nog een aantal kleinere plasdelen gegraven waarvan de weggegraven grond werd gebruikt om de grote diepe zandput ondieper te maken. Door de gegraven plas kreeg de geplande spoorlijn een gebogen zuidelijker tracé en het station Almere Parkwijk. Ook was het tracé van de Rijksweg A6. In de plas liggen drie dicht begroeide eilanden. Twee eilanden zijn onderling en met de oever verbonden door bruggen, zodat een wandeling over de eilanden vanaf de oevers van de plas mogelijk is. Twee van de voormalige houten bruggen zijn later vervangen door composiet bruggen met bamboe leuningwerk. De middendelen van de bruggen zijn verhoogd om bootjes of schaatsers door te kunnen laten. Het water van de plas is bergboezem voor de afwatering van Almere Stad. Het water van de plas ligt op -5,50 meter NAP, het waterpeil van de Hoge vaart waar Almere op uitwatert is -5,20 meter NAP. Daarom is ten behoeve van de recreatievaart een sluis aangelegd bij het gemaal.
Beatrixpark ·
Beginbos ·
Bos der Onverzettelijken ·
Cascadepark ·
Den Uylpark ·
Ebenezer Howardpark ·
Hannie Schaftpark ·
Homeruspark ·
Stadslandgoed de Kemphaan ·
Kromslootpark ·
Lage Vaartoever ·
Laterna Magikapark ·
Leeghwaterplas ·
Lumièrepark ·
Meridiaanpark ·
Muzenpark ·
Noorderleede Oever ·
Oostelijke Groene Wig ·
Overgooische Zoom ·
Polderpark ·
Vroege Vogelbos ·
Westelijke Groene Wig